# Nhà cung cấp chìa khóa trao tay
Nhà cung cấp chìa khóa trao tay (còn được gọi là nhà sản xuất hợp đồng) là một thuật ngữ chỉ một công ty sản xuất các bộ phận hoặc sản phẩm hoàn chỉnh sau đó được đổi thương hiệu và bán cho người tiêu dùng dưới một thương hiệu nổi tiếng hơn. Các công ty thương hiệu tập trung vào đổi mới sản phẩm, thiết kế và bán hàng, trong khi việc sản xuất diễn ra trong các nhà máy độc lập (nhà cung cấp chìa khóa trao tay).
Hầu hết các nhà cung cấp chìa khóa trao tay chuyên sản xuất các sản phẩm vật lý đơn giản, nhưng một số cũng có thể xử lý một phần quan trọng của quá trình thiết kế và tùy chỉnh nếu cần. Một số nhà cung cấp chìa khóa trao tay chuyên về một thành phần cơ bản (ví dụ chip bộ nhớ) hoặc quy trình cơ sở (ví dụ: đúc nhựa).